# سید هادی خسروشاهی
سید هادی خسروشاهی (۱۳۱۷ در تبریز – ۸ اسفند ۱۳۹۸ در تهران) محقق، اسلام شناس، سیاستمدار و سفیر سابق ایران در واتیکان و رئیس نمایندگی جمهوری اسلامی ایران در مصر (قاهره) بود. او در ۸ اسفند ۱۳۹۸ در پی شیوع کروناویروس در ایران بر اثر ابتلا به بیماری کروناویروس ۲۰۱۹ و کهولت سن درگذشت.

## زندگی
خسروشاهی در سال ۱۳۱۷ در تبریز به دنیا آمد و تحصیلات حوزوی خود را در تبریز و حوزه علمیه قم به اتمام رسانید. پدر او سید مرتضی خسروشاهی مؤلف کتب نثارات الکواکب على خیارات المکاسب و حدیث الغدیر، از علما و فقهای برجسته صاحب رساله در آذربایجان و تحصیل کرده نجف بود.
هادی خسروشاهی تحصیلات مقدماتی را در تبریز به پایان رسانید و پس از از دنیا رفتن پدر در سال ۱۳۳۲، در سن ۱۶ سالگی عازم قم و تحصیل در حوزه علمیه قم شد. او در آن‌‌جا شاگرد علمای برجسته شیعه نظیر سید حسین طباطبایی بروجردی، سید روح‌الله خمینی، سید محمدکاظم شریعتمداری، سید محمدحسین طباطبایی بود.
از سال ۱۳۳۲ و با عزیمت به قم، فعالیت‌های سیاسی خود را پس از آشنایی با سید محمود طالقانی، سیدمحمود کاشانی و نواب صفوی و همچنین فدائیان اسلام آغاز کرد. او در دوران بعد از کودتای ۲۸ مرداد و تا انقلاب ۱۳۵۷ بارها دستگیر و تبعید شده یا به زندان افتاد. او در سال ۱۳۵۷ شمسی،‌ به همراه سید مرتضی پسندیده و ناصر مکارم شیرازی نزدیک به سه سال در شهر انارک تبعید بود که با آغاز جریان انقلاب در همان سال، همگی آزاد شدند.
بعد از پیروزی انقلاب ۱۳۵۷ او نخست به مدت دو سال به سمت نماینده رهبر انقلاب در وزارت ارشاد اسلامی منصوب شد و سپس به عنوان سفیر ایران در واتیکان انتخاب شد که این دوره مسئولیت وی ۵ سال به طول انجامید. وی در این دوران اقدام به تأسیس مرکز فرهنگی اسلامی اروپا، و مجلات انکوائری، العالم کرد.
پس از آن خسروشاهی ریاست نمایندگی ایران در مصر و شهر قاهره را تا ۱۳۸۲ برعهده داشت و بعد از آن به عنوان مشاور وزیر در دفتر مطالعات سیاسی و بین‌المللی فعالیت کرد.همچنین،‌ او مؤسس مرکز بررسی‌هاى اسلامى در شهر قم در سال ۱۳۵۲ و مرکز فرهنگى اسلامى اروپا در شهر رم در سال ۱۳۶۱ می‌باشد.

## مخالفت با حجاب اجباری
محسن کمالیان، عضوِ پژوهشگاهِ زلزله‌شناسیِ ایران، در مقاله‌ای دربارهٔ خسروشاهی بخشی از کتابِ قصهٔ رازِ نِی را که موفق به کسبِ مجوز از ادارهٔ فرهنگ و ارشادِ اسلامیِ قم نشده است نقل کرده است: «اجبار در هر چیزی، وقتی بسترسازی نشده است، نتیجه‌ی معکوس می‌دهد. اصولاً آنچه که ما امروز در ایرانِ اسلامی به‌عنوان حجاب داریم مطلقاً حجاب نیست؛ بلکه مسخره کردنِ معنی و مفهومِ حجاب است. ای‌کاش مسئولان تدبیری می‌اندیشیدند تا محجبه‌هایِ ایران هم مانند بانوانِ محجبهٔ کشورهایِ اسلامی: لبنان، سوریه، مصر، ترکیه و ... بودند؛ نه آنکه یک روسری به‌سر ببندند و زلف‌ها از جلو و عقب جلوه‌گر شوند! این نوع حجاب، نتیجه‌ی اجبار و فشار است و ربطی به‌اسلام و حجاب واقعی ندارد.» 

## رویکرد تقریبی
خسروشاهی به سبب ارتباطات گسترده با اندیشمندان جهان اسلام و مسیحیت به ویزه به سبب حضور چند ساله درمصر و واتیکان، دوستان فراوانی از مذاهب و ادیان مختلف داشت و ازاین رو دارای رویکرد تقریبی بود. 

## آثار
خسروشاهی یکی از نویسندگان پرکار در عرصه علوم اسلامی است. از او چندین کتاب درباره نواب صفوی و همچنین خاطرات او از سید جلال الدین آشتیانی ،  محمدعلی جمالزاده و روژه گارودی به جا مانده‌است.
- خاطرات مستند سید هادی خسروشاهی درباره فیلسوف معاصر، استاد سید جلال الدین آشتیانی و نهضت مقاومت ملی و جمعیت متاع[۱۲]
- کتاب خاطرات مستند سیدهادی خسروشاهی دربارهٔ سیدمحمدعلی جمال‌زاده و انقلاب اسلامی ایران
- یادواره شهید نواب
- اسناد نهضت اسلامی ایران
- امام خمینی و جمال عبدالناصر
- خاطرات مستند سیدهادی خسروشاهی دربارهٔ علی مشکینی
- خاطرات مستند سیدهادی خسروشاهی دربارهٔ روژه گارودی
- خاطرات مستند سیدهادی خسروشاهی دربارهٔ احمد بن بلا، فرمانده جهاد آزادی‌بخش مردم الجزائر
- خاطرات مستند سیدهادی خسروشاهی دربارهٔ علامه سید محمدحسین طباطبایی
- دو مذهب
- واتیکان دنیای اسلام و غرب
- انقلاب در مصر
- انجیل و مسیح
- جمال‌الدین الحسینی، داعیة التقریب و التجدید الإسلامی

## مرگ
او در ۸ اسفند ۱۳۹۸ در پی شیوع کروناویروس در ایران بر اثر ابتلا به بیماری کروناویروس ۲۰۱۹ در سن ۸۱ سالگی درگذشت و در بهشت معصومه در قم دفن شد.